# 哈奇开斯M1909轻机枪
哈奇开斯M1909机枪是法国於一战前由霍奇克斯公司生產的一種轻机枪，也称为哈奇开斯一型和M1909贝内-梅西耶机枪。法军对它的简称是Mle 1909，發射8×50毫米勒贝尔子弹。
一种使用.303英式彈的版本为英军使用，英军称它為"哈奇开斯Mark I"，並由恩菲尔德工厂所生产。由此到一战时英军使用過三种机枪：重型的维克斯机枪，供步兵用；骑兵用哈奇开斯机枪；另有一种轻机枪路易士机枪给步兵用。
美军在1909年采用它，称它为「贝内-梅西爾机关步枪.30口径U.S.1909型」，發射.30-06春田弹，贝内-梅西爾之名源自于該槍的设计师勞倫斯·貝內和亨利·梅西爾。该枪的采用也和贝内与前美国陆军军械局总长的私交不无关系。

## 流行文化

### 電子遊戲
- 2017年—《戰地風雲1》：聯機模式中作為支援兵起始武器登場。

## 使用國
- 奥匈帝国
- 比利时
- 巴西
- 中華民國
- 法國
- 愛爾蘭
- 新西兰
- 西班牙
- 英國
- 美国